# Istenszülő születése fatemplom (Budurló)
A budurlói Istenszülő születése fatemplom műemlékké nyilvánított épület Romániában, Beszterce-Naszód megyében. A romániai műemlékek jegyzékében a  BN-II-m-A-01625 sorszámon szerepel.